# Rytidosperma montis-wilhelmi
Rytidosperma montis-wilhelmi là một loài thực vật có hoa trong họ Hòa thảo. Loài này được (Veldkamp & Fortuin) H.P.Linder miêu tả khoa học đầu tiên năm 1996.